# Музафарабад
Музафарабад (урд. مظفر آبا) је главни град државе Азад Кашмир, налази се у њеном северном делу, која се налази под пакистанском контролом.
Налази се на 138 километара од Исламабада. Музафарабад је планински град и у њему су заступљене разне културе и језици. Округ Музаффарабад је административно подељен на 2 техсила, који су подељени на 25 синдикалних савета.Најближа железничка станица се налази у Равалпинди округу у Пакистану.
Име Музафарабад је дато по султану Музафару. Музафарабад је 1646. основао султан Музафар Кан, поглавица племена Бомба које је владало Кашмиром.
Налази се веома близу епицентра потреса у Кашмиру 2005. који се догодио 8. октобра 2005. године јачине 7,6 степени Рихтерове скале. Земљотрес је уништио око 50 одсто зграда у граду (укључујући већину владиних зграда) и процењује се да је у подручјима под контролом Пакистана погинуло до 80.000 људи. Званични број погинулих Владе Пакистана је био 87.350, док друге процене процењују да је број погинулих преко 100.000.